# جون جيلكريست (لاعب كريكت)
جون جيلكريست (24 أبريل 1932 في المملكة المتحدة - ) (بالإنجليزية: John Gilchrist)‏ هو لاعب كريكت بريطاني.

## وصلات خارجية
- جون جيلكريست على موقع إي آس بي آن كريك إنفو (الإنجليزية)